# 王丹戎
王丹戎（1955年—），男，中国电影录音师，中国电影集团公司录音师，中国电影金鸡奖最佳录音。